# 루이즈가시쥐
루이즈가시쥐(Acomys louisae)는 쥐과에 속하는 설치류이다. 지부티와 에티오피아, 케냐, 소말리아에서 발견된다. 자연 서식지는 건조 사바나 지역과 아열대 또는 열대 기후 지역의 건조 저지대 초원 그리고 암반 지역이다. 일반명과 종소명은 1895년에 소말리아 베르베라 근처에서 완모식표본을 수집한 영국 박물학자 필립스(E. Lort Phillips)의 아내 이름을 따서 지었다.

## 특징
작은 설치류로 꼬리 길이 86~104mm를 제외한 몸길이가 79~95mm이고 발 길이는 16.1mm, 귀 길이는 12~15mm이다.

## 생태
땅 위에서 주로 생활하는 육상성 동물이다. 먹이는 곤충이다.

## 분포 및 서식지
지부티와 소말리아, 케냐 북동부 지역에 널리 분포한다. 해발 약 1,500m의 건조 사바나 지대에서 서식하지만 분포 지역 북부에서는 저지대 풀 목초지에서도 발견된다.

## 아종
2종의 아종이 알려져 있다.
- A. l. louisae - 베르베라 남쪽 40km, 헨웨이나 평원
- A. l. umbratus (Thomas, 1923) - 소말리아 북부 골리스 산맥